# JUST A LITTLE LOVIN'
『JUST A LITTLE LOVIN'』（ジャスト・ア・リトル・ラヴィン）は、2022年10月3日からJ-WAVEで放送されているラジオ番組。

## 概要
朝のスタートアップを豊かに軽やかに、そしてちょっとした「愛」で包んでいく番組。
番組ハッシュタグは「#JLL813」
2024年3月18日のエンディングにおいて、長井が3月28日の放送をもって同番組を卒業すると共に、平日午後の新番組『PEOPLE'S ROASTERY』を担当することが発表された。長井の後継ナビゲーターは中田絢千。
2024年8月8日、番組オリジナルステッカーのリニューアルを発表。デザインは小林真理江により、「夜明け」「音楽」「集い」をテーマに作成された。同年開催されたJ-WAVEのイベント『INSPIRE TOKYO 2024 WINTER』では、ステッカーと同じく小林真理江によるデザインを用いた番組オリジナルタンブラーを販売した。翌年の『INSPIRE TOKYO 2025』では、同デザインを用いた番組オリジナルTシャツを作成販売した。

## ナビゲーター
- 長井優希乃（2022年10月3日 - 2024年3月28日）
- 中田絢千（2024年4月1日 - ）

## 放送時間
以下の時間は日本標準時に基づく。
- 毎週月曜 - 木曜 5:00 - 6:00（2022年10月3日 - ）

## 主なコーナー

### 5:15「LIVING ON THE EARTH」
豊かさ・幸福につながるオピニオンを週替わりで紹介するショートコラム。毎週1組のゲストを迎える。 

### 5:30「古き良き音楽」
1960〜1970年の音楽から週に1曲、曲にまつわるエピソードを交えて紹介する。

### 5:35「FIND MYSELF」
曜日ごとに日替わりテーマを設けたコーナー。
- 月曜日「AROUND THE WORLD」世界の気になるトピックスを紹介する。
- 火曜日「Rural Telescope 」日本各地で「つながり」を作るアクションに注目する。
- 水曜日「In Focus」気になるもの、こと、場所などにフォーカスを当てる。
- 木曜日「OUR BREAKFAST」街の朝食スポットや生産者の声を紹介する。